# Primarias municipales de Unidad Constituyente de 2020
Las primarias municipales de Unidad Constituyente de 2020 —denominadas formalmente como Primarias Ciudadanas 2020— son el mecanismo que utilizará la mencionada coalición electoral para definir algunos de sus candidatos a alcalde para las elecciones municipales de 2021 y se llevarán a cabo el 20 de diciembre de 2020.

## Antecedentes
Si bien existieron negociaciones para realizar primarias unificadas de gobernadores regionales y alcaldes entre los distintos partidos de oposición al gobierno de Sebastián Piñera —entre ellos los de Convergencia Progresista, el Frente Amplio (FA), Unidad para el Cambio y el Partido Demócrata Cristiano—, estas finalmente no lograron concretarse y tanto Unidad Constituyente como el Frente Amplio inscribieron por separado sus primarias de gobernadores regionales, mientras que el FA también inscribió algunas primarias de alcalde. Unidad Constituyente decidió continuar las negociaciones con otras agrupaciones opositoras para poder realizar primarias no legales en una fecha posterior.
Dado que las consultas ciudadanas no son realizadas en la fecha de las primarias organizadas por el Servicio Electoral de Chile (Servel), llevadas a cabo el 29 de noviembre de 2020, estas no poseen un carácter legal o vinculante. El 3 de diciembre el pacto anunció las 85 comunas donde se realizarían primarias de alcalde el 20 de diciembre:
| - Región de Arica y Parinacota: - Arica - Región de Tarapacá: - Pica - Región de Atacama: - Alto del Carmen - Chañaral - Copiapó - Vallenar - Región de Coquimbo: - Ovalle - Río Hurtado - Región de Valparaíso: - Cabildo - Catemu - El Tabo - La Calera - La Cruz - Nogales - Olmué - Panquehue - Quillota - Quilpué - San Antonio - San Esteban - San Felipe - Valparaíso - Villa Alemana | - Región Metropolitana: - Buin - Conchalí - La Reina - Lampa - Lo Espejo - Macul - Melipilla - Padre Hurtado - Pirque - Providencia - Pudahuel - San José de Maipo - San Miguel - Tiltil - Región de O'Higgins: - Chimbarongo - Las Cabras - Lolol - Machalí - Mostazal - Paredones - Pichidegua - Quinta de Tilcoco - San Fernando - Región del Maule: - Cauquenes - Hualañé - Linares - Parral - Pelarco - Villa Alegre - Región de Ñuble: - Chillán - Ñiquén - Quillón | - Región del Biobío: - Arauco - Curanilahue - Hualpén - Laja - Los Álamos - Quilaco - Tucapel - Yumbel - Región de la Araucanía: - Angol - Carahue - Freire - Gorbea - Lumaco - Melipeuco - Nueva Imperial - Región de los Ríos: - La Unión - Mariquina - Valdivia - Región de los Lagos: - Calbuco - Hualaihué - Puerto Octay - Puerto Varas - Puqueldón - Puyehue - Quinchao - Río Negro - San Pablo - Región de Aysén: - Guaitecas - Lago Verde - Región de Magallanes: - Punta Arenas |

Las candidaturas fueron informadas e inscritas el 5 de diciembre, y debido a la situación sanitaria producto de la pandemia de COVID-19, se anunció que el 8 de diciembre se revisaría la situación de cada comuna, ya que si una comuna se encuentra en fase 1 o 2 del plan «Paso a Paso» ordenado por el gobierno, la primaria no se podrá llevar a cabo dado que en ambos casos existe cuarentena los fines de semana.

## Resultados
Las primarias de alcaldes, que finalmente se realizaron solo en 66 comunas, determinaron que 28 cupos fueron obtenidos por el Partido Demócrata Cristiano, 17 por el Partido Socialista, 13 por el Partido Radical, 10 por el Partido por la Democracia y 2 por el Partido Progresista, mientras que el resto quedó en manos de candidatos independientes. En total votaron 102 207 electores.